# Lukáš Zeliska
Lukáš Zeliska, né le 8 janvier 1988 à Martin en Tchécoslovaquie, est un joueur professionnel slovaque de hockey sur glace qui évolue au poste de centre. Repêché au 7e tour du repêchage d'entrée dans la LNH en 2006 par les Rangers de New York, il a joué une saison en Ligue de hockey de l'Ouest avec les Raiders de Prince Albert mais n'a jamais joué en LNH.

## Carrière
Considéré comme l'un des meilleurs jeunes joueurs de hockey de son pays, il quitte la Slovaquie à 14 ans pour parfaire sa formation à Třinec, au plus haut niveau junior tchèque (Extraliga U18). Il finit second meilleur pointeur du deuxième niveau U18 avec 80 points, dont 39 buts, en 48 matchs. En 2004, il intègre l'équipe junior slovaque. Il joue son premier match professionnel pendant la saison 2005-2006.
Le 24 juin 2006, il est repêché à la 7e ronde du repêchage d'entrée dans la LNH par les Rangers de New York. Il s'envole donc pour l'Amérique du Nord, et porte les couleurs des Raiders de Prince Albert dans la Ligue de hockey de l'Ouest. En jouant sur la deuxième ligne, il inscrira 29 points, dont 4 buts, en 61 matchs.
Il met alors fin à son aventure américaine et retourne jouer dans son club formateur. Il inscrit 52 points en 37 matchs en junior élite et fait ses véritables débuts avec l'équipe première dans l'Extraliga tchèque. Il termine la saison et commence la suivante avec Havirov, en 1. liga, puis il décide de retourner dans son pays natal et s'engage avec le MHC Martin. Pendant 2 ans, il alterne les matchs avec l'équipe première et avec l'équipe réserve. En 2011, il intègre définitivement l'équipe première et l'Extraliga Slovaque.
En juin 2012, il veut essayer quelque chose de nouveau. Il choisit de suivre son ami Martin Obuch et s'engage avec les Boxers de Bordeaux,, en Division 1 française, devenant le premier joueur repêché pour la LNH de l'histoire du club,.

## Clubs successifs
- HC Oceláři Třinec : jusqu'en 2006
- Raiders de Prince Albert : 2006-2007
- HC Ocelari Trinec : 2007-2009
- HC Havířov : 2008-2009[7]
- MHC Martin : 2009[7]-2012
- MHK Dolný Kubín : 2009-2011
- Boxers de Bordeaux : depuis 2012

## Statistiques
Pour la signification des abréviations, voir statistiques du hockey sur glace.

### Statistiques en club
| Saison    | Équipe                   | Ligue                |    | Saison régulière | Saison régulière | Saison régulière | Saison régulière | Saison régulière | Saison régulière |   | Séries éliminatoires | Séries éliminatoires | Séries éliminatoires | Séries éliminatoires | Séries éliminatoires | Séries éliminatoires |  | Pays |
| Saison    | Équipe                   | Ligue                | PJ | B                | A                | Pts              | Pun              | +/-              | PJ               | B | A                    | Pts                  | Pun                  | +/-                  |                      |                      |  | Pays |
| 2003-2004 | HC Oceláři Třinec        | Extraliga U18        | 48 | 39               | 41               | 80               | 166              | -                | 5                | 2 | 2                    | 4                    | 4                    | -                    | République tchèque   |                      |  |      |
| 2003-2004 | HC Oceláři Třinec        | NOEN Extraliga (U20) | 7  | 1                | 1                | 2                | 2                | -                | -                | - | -                    | -                    | -                    | -                    | République tchèque   |                      |  |      |
| 2004-2005 | HC Oceláři Třinec        | Extraliga U18        | 11 | 7                | 11               | 18               | 40               | -                | -                | - | -                    | -                    | -                    | -                    | République tchèque   |                      |  |      |
| 2004-2005 | HC Oceláři Třinec        | NOEN Extraliga       | 13 | 1                | 2                | 3                | 6                | -                | -                | - | -                    | -                    | -                    | -                    | République tchèque   |                      |  |      |
| 2005-2006 | HC Oceláři Třinec        | NOEN Extraliga       | 29 | 8                | 3                | 11               | 81               | -                | 7                | 4 | 1                    | 5                    | 22                   | -                    | République tchèque   |                      |  |      |
| 2005-2006 | HC Oceláři Třinec        | Tipsport Extraliga   | 1  | 0                | 0                | 0                | 0                | 0                | -                | - | -                    | -                    | -                    | -                    | République tchèque   |                      |  |      |
| 2006-2007 | Raiders de Prince Albert | LHOu                 | 61 | 4                | 25               | 29               | 77               | -1               | 5                | 1 | 4                    | 5                    | 4                    | 2                    | Canada               |                      |  |      |
| 2007-2008 | HC Oceláři Třinec        | NOEN Extraliga       | 37 | 23               | 29               | 52               | 236              | -                | 7                | 2 | 4                    | 6                    | 10                   | -                    | République tchèque   |                      |  |      |
| 2008-2009 | HC Oceláři Třinec        | O2 Extraliga         | 14 | 0                | 0                | 0                | 0                | -                | -                | - | -                    | -                    | -                    | -                    | République tchèque   |                      |  |      |
| 2008-2009 | HC Havířov               | 1. liga              | 32 | 10               | 5                | 15               | 52               | -                | -                | - | -                    | -                    | -                    | -                    | République tchèque   |                      |  |      |
| 2009-2010 | HC Havířov               | 1. liga              | 28 | 4                | 5                | 9                | 26               | -                | -                | - | -                    | -                    | -                    | -                    | République tchèque   |                      |  |      |
| 2009-2010 | MHC Martin               | Extraliga            | 13 | 1                | 0                | 1                | 2                | -2               | 12               | 0 | 0                    | 0                    | 0                    | -5                   | Slovaquie            |                      |  |      |
| 2009-2010 | MHK Dolný Kubín          | 1.liga               | 1  | 1                | 1                | 2                | 0                | 2                | -                | - | -                    | -                    | -                    | -                    | Slovaquie            |                      |  |      |
| 2010-2011 | MHC Martin               | Extraliga            | 37 | 0                | 10               | 10               | 22               | -6               | -                | - | -                    | -                    | -                    | -                    | Slovaquie            |                      |  |      |
| 2010-2011 | MHK Dolný Kubín          | 1.liga               | 17 | 8                | 10               | 18               | 22               | 15               | -                | - | -                    | -                    | -                    | -                    | Slovaquie            |                      |  |      |
| 2011-2012 | MHC Martin               | Extraliga            | 44 | 7                | 5                | 12               | 16               | -8               | -                | - | -                    | -                    | -                    | -                    | Slovaquie            |                      |  |      |
| 2012-2013 | Boxers de Bordeaux       | Division 1           | 2  | 1                | 3                | 4                | 16               |                  |                  |   |                      |                      |                      |                      | France               |                      |  |      |
| 2013-2014 | Boxers de Bordeaux       | Division 1           | 26 | 13               | 25               | 38               | 18               | 6                | 9                | 3 | 4                    | 7                    | 14                   | 2                    |                      |                      |  |      |
| 2014-2015 | Boxers de Bordeaux       | Division 1           | 24 | 4                | 11               | 15               | 12               | 7                | 6                | 3 | 6                    | 9                    | 29                   | 9                    |                      |                      |  |      |
| 2015-2016 | Anglet Hormadi Élite     | Division 1           | 26 | 16               | 19               | 35               | 16               | 4                | 11               | 2 | 5                    | 7                    | 8                    | 2                    |                      |                      |  |      |
| 2016-2017 | Dogs de Cholet           | Division 1           | 24 | 9                | 8                | 17               | 12               | +2               | 2                | 2 | 2                    | 4                    | 2                    | +3                   |                      |                      |  |      |
| 2017-2018 | Corsaires de Dunkerque   | Division 1           | 26 | 5                | 6                | 11               | 12               | -15              | 3                | 0 | 1                    | 1                    | 8                    | 0                    |                      |                      |  |      |
| 2018-2019 | MHC Martin               | 1.liga               | 43 | 18               | 19               | 37               | 18               | +18              | 16               | 0 | 3                    | 3                    | 4                    | +1                   | Slovaquie            |                      |  |      |
| 2019-2020 | MHC Martin               | 1.liga               | 13 | 1                | 3                | 4                | 16               | -2               | -                | - | -                    | -                    | -                    | -                    | Slovaquie            |                      |  |      |
| 2020-2021 | Graoully de Metz         | Division 3           | 1  | 1                | 1                | 2                | 0                |                  | -                | - | -                    | -                    | -                    | -                    |                      |                      |  |      |
| 2021-2022 | Graoully de Metz         | Division 3           | 10 | 9                | 6                | 15               | 20               |                  | 4                | 5 | 6                    | 11                   | 8                    | -                    |                      |                      |  |      |
| 2022-2023 | Graoully de Metz         | Division 3           | 12 | 14               | 22               | 36               | 10               |                  | 4                | 9 | 5                    | 14                   | 4                    | -                    |                      |                      |  |      |

### Statistiques en équipe nationale
| Année | compétition              |   | PJ | B | A | Pts | Pun | +/-                |  | Résultat |
| 2005  | Championnat du monde U18 | 5 | 1  | 1 | 2 | 8   |     | 3e                 |  |          |
| 2006  | Championnat du monde U18 | 6 | 1  | 1 | 2 | 10  | -3  | Quart de finaliste |  |          |

## Palmarès
- 2005 : 3e du championnat du monde U18.
- 2006 : Quart de finaliste du championnat du monde U18.
- 2008-2009 : Vainqueur de la Coupe continentale.